# کینیتسه
کینیتسه (به چکی: Kejnice) یک منطقهٔ مسکونی در جمهوری چک است که در ناحیه کلاتووی واقع شده‌است. کینیتسه ۳٫۷ کیلومتر مربع مساحت و ۱۱۱ نفر جمعیت دارد و ۵۴۰ متر بالاتر از سطح دریا واقع شده‌است.